# Josephina Vaessen
Maria Catharina Josephina Vaessen ('Juffrouw Vaessen') (Maastricht, 1769 - aldaar, 1848) was in de eerste helft van de negentiende eeuw een Nederlandse rentenierster en weldoenster in Maastricht. Zij was onder meer financier van mgr. Louis Hubert Rutten, de stichter van de congregatie van de Broeders van de Onbevlekte Ontvangenis van Maria, beter bekend als broeders van Maastricht of broeders van De Beyart. Haar naam is blijvend verbonden aan het Sint-Matthiasconventje in de Maastrichter Pastoorstraat in het Boschstraatkwartier.

## Biografische schets

### Familieachtergrond
Josephina Vaessen was de ongehuwde dochter van Mauritius ('Maurus', 'Maurice') Ferdinand Adolphus Vaessen (Eijsden, 1730 - Maastricht, 1804) en Anna Emilia Hermans (Maastricht?, 1727 - Maastricht, 1797). Over haar ouders is weinig bekend. Haar familie van vaders kant stamde uit Breust, een buurtschap iets ten noorden van Eijsden en vervulde daar en in de omgeving bestuurlijke functies. Maurus Vaessen vestigde zich op 28-jarige leeftijd in Maastricht, waar hij op 13 februari 1758 burger werd geroepen door het Brabants hooggerecht en werd ingeschreven bij het ambacht van de lakenwevers. Dat betekent overigens niet dat hij ook werkelijk een beroep binnen het lakenambacht uitoefende. Elke nieuwe burger moest kiezen voor een ambacht, maar sommige beroepen kenden geen eigen ambacht. Dat gold met name voor de vrije beroepen; men kon dan elk willekeurig ambacht kiezen. Maurus Vaessen kwam uit een familie van hoge functionarissen en was jurist. Hij resideerde in Maastricht, maar was eind achttiende eeuw onder meer advocaat van de in het kasteel van Eijsden gevestigde graaf De Geloes, die niet zijn enige cliënt onder de regionale landadel zal zijn geweest.

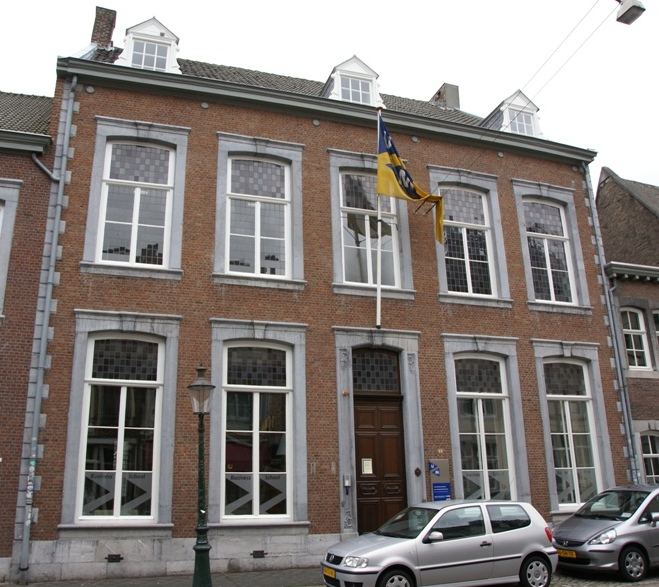
Tongersestraat 49, het woonhuis van de familie Vaessen

Elf jaar na vestiging in Maastricht werd dochter Josephina geboren. Hoe het het gezin Vaessen-Hermans in Maastricht verging in de laatste decennia van het ancien régime, is niet bekend. De opheffing van de ambachten in de Franse Tijd (1794-1814) zal voor mr. Vaessen geen directe gevolgen hebben gehad. Als advocaat was hij eigen baas. Ook schijnt hij zich – ondanks de schaarste aan voor het Frans bestuur geschikte Limburgse functionarissen – afzijdig te hebben gehouden van overheidsfuncties in Franse dienst. Het gezin Vaessen woonde vanaf 1803 of eerder op stand in een statig, kapitaal pand uit 1749, gelegen aan de zuidelijke splitsing van de Tongersestraat, met het huisnummer 338 (nu: 49). Het werd in 1809 belast met het hoge bedrag van 480 francs per jaar.
Josephina's moeder stierf in 1797, haar vader in 1804; zelf was zij toen respectievelijk 28 en 35 jaar oud. Ze bleef ongehuwd en leefde tot haar eigen overlijden in 1848 in welstand in het ouderlijk huis aan de Tongersestraat. Voor haar tijd was zij schatrijk. Waaruit haar vermogen precies bestond, is niet helemaal duidelijk. Er zijn aanwijzingen dat zij zowel van vaders- als van moederszijde onroerend goed erfde. Maar er moeten ook inkomsten uit andere bronnen zijn geweest, zoals waardepapieren en schuldvorderingen. Men zou verwachten haar naam vermeld te zien op een belastinglijst van de hoogst aangeslagen burgers in het departement Nedermaas of de latere provincie Limburg, maar dat is niet het geval. Dergelijke lijsten werden opgesteld met een politiek doel en betroffen uitsluitend mannen. Vrouwen (vaak weduwe) vormden bijna de helft van alle niet-aangeslagen bewoners van dure panden, maar ook mannen konden door de samenstelling van hun vermogen (weinig grondbezit, veel waardepapieren en obligaties) tot de rijkste burgers in de stad behoren zonder dat zij op de lijsten van hoogst aangeslagenen belandden.

### Weldoenster
In Maastricht bekommerden zich in de eerste helft van de negentiende eeuw nog betrekkelijk weinig leken om de slechte leefomstandigheden van behoeftigen en minderbedeelden. Armenzorg, ziekenzorg en onderwijs waren bij het begin van de inlijving bij Frankrijk ontnomen aan kloosters en kerkfabrieken (1796-1797). Na de Franse Tijd (1814) waren zij lange tijd geen zaak van de overheid; de stadsarmenschool (1821-1833) en het hospitaal Calvariënberg (1821) bleven ver achter bij wat onder het ancien regime mogelijk was geweest. De eerste structurele initiatieven tot leniging van de nood onder behoeftige (kraam)vrouwen waren de oprichting van het Genootschap voor Moederlijke Weldadigheid (1829-1845), de Société de Charité des Dames de Maestricht (1840-1940), een plaatselijke afdeling van Dorcas (1840) en een Israelitische vrouwenvereniging (1840). In 1848 volgde een afdeling van de Sint-Vincentiusvereniging, een herenvereniging die een wat bredere opzet had. Ziekenzorg en katholiek onderwijs kregen een aarzelend begin met de stichting van de congregatie van de zusters Onder de Bogen (1837) en die van de broeders van De Beyart (1840). Al deze initiatieven lagen in de particuliere sfeer en waren afhankelijk van de vrijgevigheid van individuele gelovigen. Josephina Vaessen moet hierbij een lichtend voorbeeld zijn geweest. De historicus Sigismund Tagage schrijft over haar: "Ze was een Dame de Charité in de geest van St.-Vincentius, steenrijk en met maar één hartstocht: armen goed te doen met soms verbluffende weldaden."
Tagage beschreef hier het eerste decennium van zijn congregatie Broeders van de Onbevlekte Ontvangenis van Maria, beter bekend als de broeders van De Beyart. Het eerste, aanvankelijk nog clandestiene schooltje in een kleine serre kon in 1844 worden vervangen door een nieuwe, echte school (opening 1846), waarvoor juffrouw Vaessen de aanzienlijke som van duizend gulden schonk. Dat was te vergelijken met ƒ 24.666,98 of € 11.193,39 in 2016. Het was geen wonder dat de huisvesting van de broederschool het in 1846 in de ogen van de plaatselijke schoolcommissie glansrijk won van de na de Belgische Revolutie opnieuw opgerichte stadsarmenschool in de vroegere Augustijnenkerk en van andere schooltjes in de stad. In de kloosterkronieken staat in 1844 met betrekking tot juffrouw Vaessen niet voor niets vermeld: "Dat haar naam in de Congregatie immer in zegening blijve."
Maar niet alleen de broeders van mgr. Rutten kregen ondersteuning. Toen in 1837 de Sint-Nicolaaskerk op het huidige Onze Lieve Vrouweplein wegens vergaand verval onbruikbaar werd, moest de parochie de naast gelegen Onze-Lieve-Vrouwekerk terugkopen van het Rijk. Daarvoor werd een inzamelingsactie gehouden onder de bevolking. Josephina Vaessen stortte het hoogste bedrag van allen: ƒ 500 (= ƒ 11.145,78 of € 5.057,73 in 2016). Ze verleende in haar huis gastvrijheid en onderhoud aan een in behoeftige omstandigheden verkerende kloosterling en was beschermvrouwe van de zusters Onder de Bogen, die zij met een legaat bedacht in haar testament. Een legaat ging ook naar de armen van Breust, de bakermat van haar familie, waarmee zij blijkbaar contact heeft gehouden. Haar hele verdere vermogen liet zij in 1848 na aan Louis Rutten, haar universele erfgenaam. Het ging om het voor die tijd fabelachtige bedrag van ƒ 160.000, in huidige termen bijna vier miljoen gulden, of ruim anderhalf miljoen euro. Zoals de bisschoppelijke visitator Wilmer vanuit Roermond aan Rutten schreef: "Geloofd zij de goede Voorzienigheid en (...) jufvr. Vaesen!".

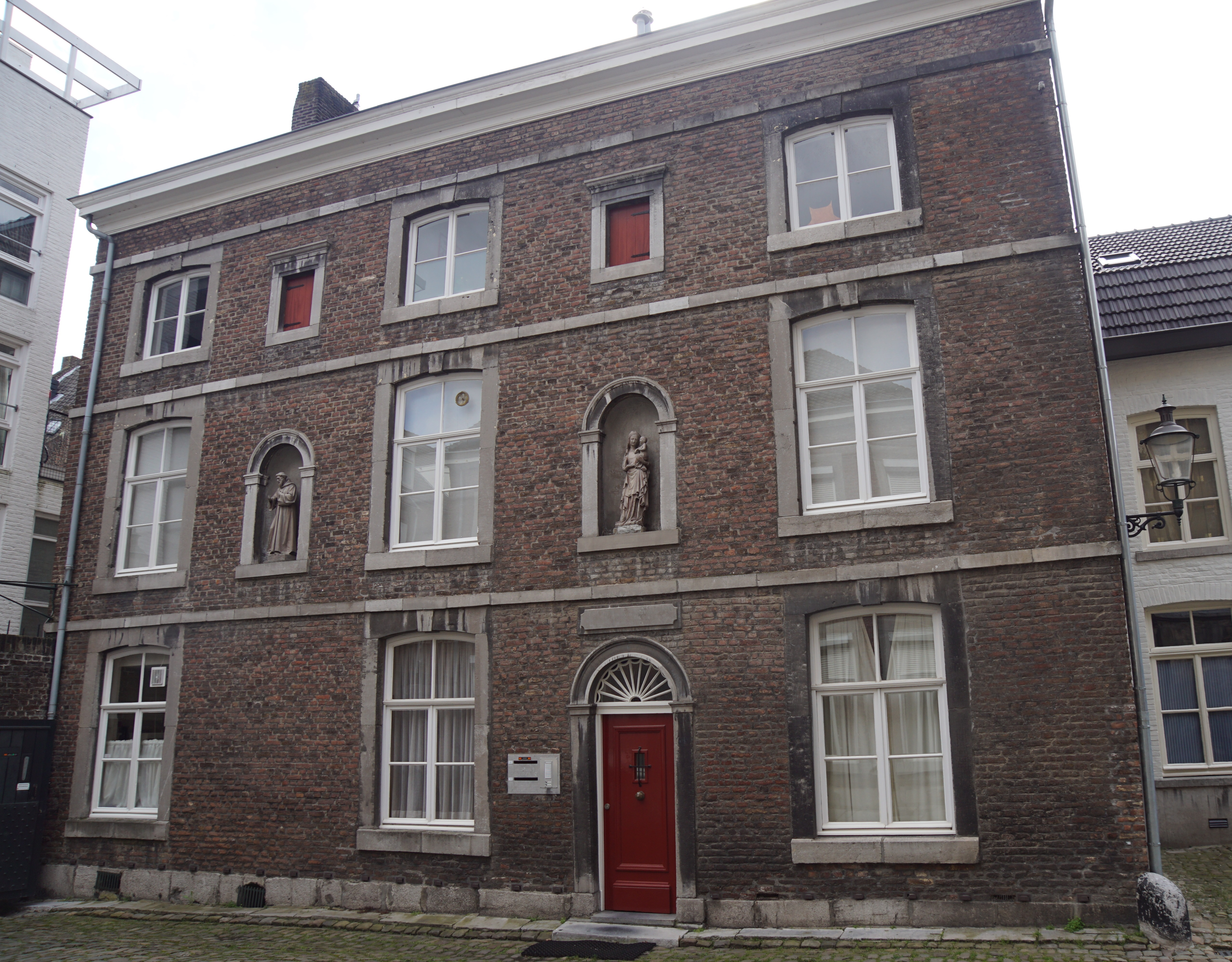
Maastrichter Pastoorstraat 14, het voormalige Sint-Matthiasconventje

Een project dat Josephina Vaessen nauw aan het hart lag, was betaalbare woonruimte voor alleenstaande, bejaarde, katholieke vrouwen, die niet in een gesticht voor de armen wilden wonen. Er bevonden zich begin negentiende eeuw enkele hofjes en conventjes voor vrouwen in de stad, zoals het Sint-Martinushofje, het Conventje van de Zeven Weeën van Maria en het Sint-Gillishospitaal, voor in totaal zesendertig vrouwen. Het was een druppel op een gloeiende plaat. Eind jaren 1840 deed zich een gelegenheid voor. Louis Rutten, ruim begiftigd met aardse goederen en verknocht aan de Sint-Matthiasparochie waarin hij woonde en waar hij in 1837 zijn eerste heilige mis had opgedragen, bouwde in 1841 een nieuwe pastorie bij de Sint-Matthiaskerk aan de Boschstraat. In ruil daarvoor kreeg hij van de kerkfabriek de vrije beschikking over het oudere gebouw en een jaarlijks gift van honderd gulden (ruim tweeduizend gulden volgens de koopkracht in 2016) voor het onderhoud. Het pand kreeg in 1847 een nieuwe functie als Sint-Matthiasconventje. Het werd gerenoveerd en verbouwd tot zelfstandige zit- en slaapkamers, of zit-slaapkamers, voor twaalf bewoonsters. Een inpandige kapel bood gelegenheid tot het dagelijks rozenkransgebed. Er kwam een nieuwe gevel met twee gevelnissen, waarin heiligenbeelden stonden: links een beeld van Maria, de Moeder Gods, en rechts dat van de heilige Jozef. In een ondiepe nis boven het Mariabeeld stond de tekst: 'Onder de bescherming van de Onbevlekte Maagd werd ik opgericht'. Boven het beeld van Jozef stond: 'door de schenking van Maria Catharina Josephina Vaessen'. Tezamen vormden de (Latijnse) teksten een tijdvers: 'sVb aVspIcIIs ILLIbata VIrgInIs sVrreXI DonIs MarIae CatharInae JosephInae Vaessen', hetgeen het jaar 1849 oplevert. Tussen 1941 en 1951 moeten de beelden zijn verwijderd en ten minste tot 1983 afwezig zijn geweest. Anno 2020 bleken ze (omgewisseld) teruggeplaatst te zijn. De tekst-cartouches zijn nu afgedekt door rode luikjes. Waarschijnlijk vanwege nieuwe wetgeving op het gebied van de volkshuisvesting werd het conventje omstreeks de jaren 1970 gesloten.
Josephina Vaessen stierf bijna 79 jaar oud op 15 januari 1848 en werd begraven op de Algemene Begraafplaats aan de Tongerseweg te Maastricht. Zonder haar onbaatzuchtige financiële steun zouden de pogingen van mgr. Rutten om in Maastricht (bij voorkeur gratis) katholiek lager onderwijs voor jongens en meisjes te realiseren, maar moeizaam van de grond zijn gekomen. Het bleken initiatieven die uiteindelijk een (inter)nationale vlucht zouden nemen. Tevens zou het Sint-Matthiasconventje, waar meer dan 125 jaar lang alleenstaande Maastrichtse vrouwen een toevlucht vonden in een beschermde omgeving, nooit het licht hebben gezien.